# Kub (aritmetik)
Inom aritmetiken och algebran är kuben av ett tal talet multiplicerat med sig självt två gånger eller x • x • x. Kuben av ett tal skrivs vanligen i potensform som {\displaystyle x^{3}}.
Kuben av x är volymen av en kub med sidlängden x.
Termen kub eller kubiskt tal används ofta för en perfekt kub, det vill säga ett tal som är kuben av ett positivt heltal.
Talserien av perfekta kuber inleds med
1, 8, 27, 64, 125, 216, 343, 512, 729, 1000, 1331, 1728, …
Den inversa operationen till kuben på ett tal x är att hitta ett tal vars kub är x. Detta tal kallas kubikroten ur x och kan tolkas som sidan av en kub med given volym. 
Varje positivt heltal kan skrivas som summan av nio kuber eller färre, se Warings problem. Denna övre gräns kan inte reduceras, vilket kan ses för till exempel talet 23, som inte kan skrivas som en summa av färre än nio kuber:
23 = 23 + 23 + 13 + 13 + 13 + 13 + 13 + 13 + 13
Elementen i talserien av perfekta kuber kan skrivas som
{\displaystyle N^{3}=\sum _{k=1}^{N}(3k^{2}-3k+1)=(N-1)^{3}+3N^{2}-3N+1}